# Ajan Sadykow
Ajan Fajkow Sadykow (ur. 28 września 1961 w Płowdiwie, zm. 1 lipca 2017 tamże) – bułgarski piłkarz, grający na pozycji pomocnika, trener piłkarski.

## Kariera klubowa
Był wychowankiem Łokomotiwu Płowdiw, w którego barwach łącznie występował przez piętnaście sezonów. Jednak w tym okresie klub nie należał do czołówki ligi, dlatego jedynym trofeum zdobytym przez Sadykowa był Puchar Armii Sowieckiej, wywalczony w 1983 roku. Był liderem środkowej linii Lokomotiwu przez całe lata 80. i jednym z dwóch graczy tego klubu (drugim był Christo Kolew), który był regularnie powoływany do reprezentacji Bułgarii.
Po upadku komunizmu, razem ze swoim kolegą z kadry Borisławem Michajłowem, wyjechał do portugalskiego pierwszoligowca CF Os Belenenses, prowadzonego wówczas przez rodaka Christa Mładenowa. W pierwszym sezonie zespół zajął szóste miejsce w lidze i dotarł do półfinału Pucharu Portugalii, w kolejnym jednak spadł do drugiej ligi. Sadykow grał w Belenenses do końca 1991 roku. Do końca kariery w 1996 roku był zawodnikiem dwóch drużyn dwu z rodzinnego miasta: najpierw Łokomotiwu, a potem Botewu.

## Kariera reprezentacyjna
W reprezentacji Bułgarii zadebiutował w 1981 roku. Przez kolejną dekadę był ważną postacią drugiej linii drużyny narodowej, w której rozegrał łącznie 80 meczów, dzięki czemu mieści się w piętnastce zawodników z największą liczbą meczów w bułgarskiej kadrze. Spełnieniem jego reprezentacyjnej kariery był występ na Mundialu 1986, na którym podopieczni Iwana Wucowa – po raz pierwszy w historii – przebrnęli przez fazę grupową i awansowali do drugiej rundy turnieju, w której przegrali 0:2 z Meksykiem. Sadykow zagrał wówczas, jako prawy pomocnik, we wszystkich spotkaniach w pełnym wymiarze godzin. Ostatni raz w drużynie narodowej wystąpił w 1991 roku, w czasie drugiej kadencji Wucowa, w towarzyskim meczu z Danią (1:1). Po '46 minutach gry został zastąpiony przez Georgiego Georgiewa.

## Sukcesy piłkarskie
- Puchar Armii Sowieckiej 1983, III miejsce w lidze w sezonie 1991–1992 oraz finał PAS 1982 z Lokomotiwem Płowdiw
- półfinał Pucharu Portugalii 1990 z CF Os Belenenses
- III miejsce w lidze w sezonie 1994–1995 oraz finał Pucharu Bułgarii 1995 z Botewem Płowdiw

## Kariera szkoleniowa
Po zakończeniu kariery piłkarskiej rozpoczął pracę szkoleniową. Był członkiem sztabu trenerskiego Łokomotiwu Płowdiw, w którym pełnił różne funkcje.
Dwukrotnie został wyznaczony do prowadzenia zespołu seniorów w ekstraklasie. W październiku 2005 roku zastąpił Eduarda Eranosjana na stanowisku pierwszego szkoleniowca. Jednak już niecały rok później został zwolniony, na początku września 2006 roku, po czterech kolejkach sezonu 2006–2007. Na koniec rozgrywek 2005–2006 jego podopieczni zajęli piąte miejsce, gwarantujące grę w Pucharze Intertoto.
Po raz drugi spróbował swoich sił w pracy z pierwszą drużyną Łokomotiwu we wrześniu 2008 roku. Sezon 2008–2009 klub, pod jego wodzą, zakończył na szóstym miejscu. W pierwszej kolejce nowego Łokomotiw przegrał 0:5 z wicemistrzem kraju CSKA Sofia i Sadykow otrzymał wymówienie. Jego obowiązki przejął Iwan Marinow.
W kwietniu 2010 roku został selekcjonerem reprezentacji Bułgarii do lat 19.